# Tyrilsjön
Tyrilsjön är en sjö i Robertsfors kommun i Västerbotten och ingår i Rickleåns huvudavrinningsområde. Sjön har en area på 0,0317 kvadratkilometer och ligger 33,8 meter över havet.

## Delavrinningsområde
Tyrilsjön ingår i det delavrinningsområde (712624-174596) som SMHI kallar för Nedlagd mätstation. Medelhöjden är 36 meter över havet och ytan är 15,22 kvadratkilometer. Räknas de 168 avrinningsområdena uppströms in blir den ackumulerade arean 1 641,92 kvadratkilometer. Avrinningsområdets utflöde Rickleån mynnar i havet. Avrinningsområdet består mestadels av skog (66 procent) och jordbruk (14 procent). Avrinningsområdet har 0,1 kvadratkilometer vattenytor vilket ger det en sjöprocent på 0,6 procent.